# Elazığ (district)
Elazığ (Koerdisch: Elezîz) is een Turks district in de provincie Elazığ en telt 375.715 inwoners (2007). Het district heeft een oppervlakte van 2211,1 km². Hoofdplaats is Elazığ.
De bevolkingsontwikkeling van het district is weergegeven in onderstaande tabel.
| 1997    | 2000    | 2007    |
| ------- | ------- | ------- |
| 317.501 | 344.698 | 375.715 |